# Lucas van Uffelen
Lucas Jansz van Uffelen (Amsterdam, 1586 – Amsterdam, 1638) è stato un mercante d'arte olandese.

## Biografia
Figlio di un commerciante di Anversa stabilitosi ad Amsterdam, si trasferì a Venezia nel 1616. Banchiere e fabbricante d'armi, dedicò la maggior parte della sua attività alla formazione di una raccolta di pittura presto divenuta celebre. 

Sandrart la visitò nel 1629 e Roger de Piles, nella sua Descrizione del gabinetto del duca di Richelieu del 1666 parla di lui come del più grande curioso che fosse mai esistito e ne ricorda la consuetudine di far operare più artisti contemporaneamente sullo stesso soggetto, per poterne giudicare le opere in modo più sicuro. Così un quadro della collezione Richelieu, il Corteo di Sileno di Rubens, ora alla National Gallery di Londra, fu commissionato anche a Guido Reni, Guercino, Nicolas Poussin, Allori, Antoon van Dyck e Rembrandt. 
È molto probabile che Uffelen conoscesse personalmente i principali artisti del suo tempo: senz'altro fu amico di van Dyck, che lo ritrasse in un quadro ora al Metropolitan Museum of Art di New York.

Raffaello, Ritratto di Baldassarre Castiglione, Louvre, Parigi

Dovette favorire considerevolmente gli scambi artistici tra Venezia e Paesi Bassi, e fu forse all'origine dell'entusiasmo degli amatori e dei mercanti olandesi dell'epoca per la pittura italiana. 
Rientrò ad Amsterdam nel 1630  e vi morì nel 1637. 
Il 9 aprile 1639, due anni dopo la sua morte, si tenne l'asta della sua collezione che fu un vero avvenimento: sfortunatamente non si è conservato il catalogo della raccolta, la cui perla era il Ritratto di Baldassarre Castiglione di Raffaello, oggi al Louvre di Parigi, acquistato da Alfonso Lope, successivamente rivenduto a Mazzarino e poi passato a Luigi XIV.